# Шахтахтинская, Захра Мустафа кызы
Захра Мустафа кызы Шахтахтинская (азерб. Zəhra Mustafav qızı Şahtaxtinskaya; 17 ноября 1895, Ханкенды — 16 сентября 1977, Баку) — азербайджанский советский зоолог, гельминтолог. Доктор биологических наук (1953), профессор (1954). Заслуженный деятель науки Азербайджанской ССР (1960).
Трудовую деятельность начала в 1916 году преподаванием в женской гимназии. С 1922 года до конца жизни работала в Азербайджанском государственном педагогическом институте. Сначала была деканом биологического факультета, а с 1937 года — заведующая кафедрой зоологии. Её исследования, в основном, были направлены на изучение паразитических червей водных и болотных птиц Азербайджана. Шахтахтинская является автором научных работ и учебных пособий, готовила научные кадры. Награждена орденом Ленина и медалями.

## Научные работы
- Зоология беспозвоночных. — Баку, 1960.
- Основы природоведения. — Баку, 1975. (совместно с Дж. И. Саиловым, В. И. Оруджовым и Г. М. Ганиевой)
- Зоология, часть I, книга II. — Баку. 1974.